# 人工語言
人工語言（又稱人造語言，簡稱)，是許多因特定目的、用途，為了某特定使用族群，而人為創造出來的語言，包括文法、單字等等。人工語言不像自然語言一樣會隨人類的語言文化而發展，但是，它們在被創造之後，卻可能因而產生特定的影響力，隨著人類文化如真實語言一樣地演進。

人造语言之旗

## 意圖分類
人工语言可按创造意图分为：
1. 辅助语言（简称auxlang，亦稱國際輔助語言，英語：International Auxiliary Language，簡稱IAL）
2. 艺术语言（简称artlang）
3. 工程语言（简称engelang）

## 輔助語言
国际辅助语的目的是为了使全人类以一个共同的语言交流，作为世界语言。现代最普遍的世界语言是英语，有上亿的使用人数，是多个国家的外语必修课；而影响力最大的国际辅助语世界语，也只有约两百万人使用，国际辅助语目前并没有能够作为世界语言的影响力。
常見的國際輔助語如下，更多的國際輔助語請參見人工語言列表。
1. 索来索语（Solresol，法國人Jean François Sudre 作）
2. 沃拉普克语（Volapük，基于欧洲语言）
3. 世界語（Esperanto）
4. 伊多語（Ido，世界语改版）
5. 西方国际语
6. 诺维亚语（Novial，基于欧洲语言）
7. 格罗沙语（Glosa，基于欧洲语言）
8. 国际语（Interlingua）
9. 欧洲语（Europanto）
10. 國際手語

## 工程語言

### 人際交流
1. 逻辑语（la .lojban.，維基用語之一）
2. 拉丹語
3. 道本语（toki pona）

## 約限語言
意指為了更簡單方便使用，或使非母語人士更容易上手而某種程度轉換的自然語言。
1. 基本英語
2. 全球語

## 藝術語言

### J·R·R·托尔金
《魔戒》作者托爾金为作品创造了各種中土世界的語言，包括精靈語、矮人語。
1. 昆雅语（Quenya）（諾多精靈語，基於芬兰语）
2. 辛达林（Sindarin）（灰精靈語言，基於威尔士语）
3. 黑暗語（Black Speech）
4. 半獸人語（Orkish）
5. 矮人語（Khuzdul）（基於闪-含语系的語言）
6. 阿登奈克語（Adûnaic）
7. 西方通用語（Westron）
8. 帖勒瑞林語（Telerin）
9. 多瑞亞林語（Doriathrin）
10. 南多林語（Nandorin）
11. 洛汗语（Rohirric）
12. 古辛達林（Old Sindarin）
13. 依爾克林語（Ilkorin）
14. 雅維瑞語（Avarin）
15. 樹人語（Entish）
16. 主神語（Valarin）
17. 古精靈語（Primitive Elvish）
18. 早期諾多精靈語（Gnomish；Goldogrin）（早期發明的精靈語，辛达林的前身）
19. 早期昆雅語（Qenya）（早期發明的精靈語，昆雅的前身）

### 奇幻文學 、科幻小說、線上遊戲等架空世界
1. 英國人喬治·奧威爾小說《一九八四》的新語（Newspeak）
2. Suzette Haden Elgin《Native Tongue》 中的拉丹語（Láadan）
3. 《龍與地下城》的黑暗精靈語
4. 灰衣使者的精靈語
5. 《戰鎚》裡的精靈族語言艾爾薩林語
6. 《星艦奇航》中的外星語言克林貢語、瓦肯語、羅慕蘭語（英语：Rihannsu）
7. 《星界的紋章》中的外星語言亞維語
8. 《龍族》中的傑彭語
9. 《失落的帝国》中的古代語言亞特蘭提斯語
10. 《魔塔大陸》中的詩魔法語言（Hymmnos）
11. 《阿凡达》中纳美人使用的語言纳美語（Na'vi）
12. 《星海爭霸》系列中星灵使用的星灵语
13. 《冰与火之歌》中多斯拉其人使用的多斯拉其语
14. 《模拟人生》中的模擬語（Simlish）
15. 《冰与火之歌》中瓦雷利亞語言
16. 音樂專輯《永恆之約》中三首曲目用以填詞的語言Loxian
17. 《上古卷轴》中的多瓦祖爾語，又稱龍語
18. 《神奇寶貝》中的神奇寶貝文字
19. 《Homestuck》中的troll文字
20. 《漂流武士》中的精靈語言
21. 《鬥陣特攻》中的智械語
22. 《納米核心》裏所使用的語言文字納米文
23. 《原神》里“丘丘人”所使用的语言文字丘丘语

## 其他
1. Folkspraak（英语：Folkspraak）（基于日耳曼語）
2. Middelsprake（西班牙语：Middelsprake）（基于日耳曼語）
3. Dastmen
4. 福尔摩沙语（撒瑪納札創作）《福爾摩啥》
5. 旺德固得語（英语：William_James_Sidis#Vendergood_language） (威廉·詹姆斯·席德斯創作)

### 秘密溝通
1. 兒童黑話（Pig Latin）
2. 駭客語（Leet）

### 非人靈長目（黑猩猩）與人之交流
1. 耶基斯語

## 參閲
- 先創語言與非先創語言
- 人工語言列表
- 國際輔助語言
- Wikipedia:人工語言維基百科
- 藝術語言
- 通用語
- 本体语言
- 語言創造者列表（英语：List of language inventors）
- 知识表达